# Либанова, Элла Марленовна
Элла Марленовна Либанова (род. 12 февраля 1950, Киев) — украинский учёный в области социоэкономики, демографии и экономики труда, академик Национальной академии наук Украины (2009, членкор с 2002), доктор экономических наук (1992), профессор (2000), заслуженный экономист Украины (2002). Директор Института демографии и социальных исследований им. М. В. Птухи Национальной академии наук Украины. Первая за годы существования НАНУ женщина — член её президиума.

## Биография
Окончила Киевский институт народного хозяйства им. Д. С. Коротченко (1971).
В 1977 г. защитила кандидатскую диссертацию, в 1993 г. защитила докторскую диссертацию.
С 07.1971 по 07.1977 — Киевский институт народного хозяйства им. Д. С. Коротченко (инженер, затем младший научный сотрудник)
С 08.1977 по 10.2000 — Совет по изучению производительных сил Украины НАН Украины (от должности старшего инженера до заведующего отделом).
С 10.2000 по 01.2005 — научный консультант Президента Украины.
2002 — избрана членом-корреспондентом НАН Украины по специальности «Экономика труда». Первая женщина, избранная членом-корреспондентом, а затем и академиком отделения экономики НАН Украины.
С 05.2003 — заместитель директора по научной работе Института демографии и социальных исследований им. М.В. Птухи НАН Украины, созданном ею вместе с академиком НАН Украины С. И. Пирожковым.
С 16.03.2007 — возглавляет Институт демографии и социальных исследований им. М.В. Птухи НАН Украины.
В 2009 году избрана академиком НАН Украины по специальности «Социоэкономика». С 04.2009 — академик-секретарь отделения экономики НАН Украины.
Профессор Киевского национального университета имени Тараса Шевченко, преподает курс «Социальная статистика» на экономическом факультете.
Является автором более 200 работ, опубликованных в украинских и международных научных изданиях, в том числе более 30 научных публикаций в международных изданиях — ООН, Всемирного банка, ЮНИСЕФ, МОП и прочее.

## Награды и отличия
- Почётная грамота Кабинета Министров Украины (2003).
- Благодарность Кабинета Министров Украины (2004).
- Орден княгини Ольги III степени (2009)[3].
- Орден княгини Ольги II степени (2013)[4].
- Орден княгини Ольги I степени (2021)[5].